# Evangelische Kirche (Herrnberchtheim)

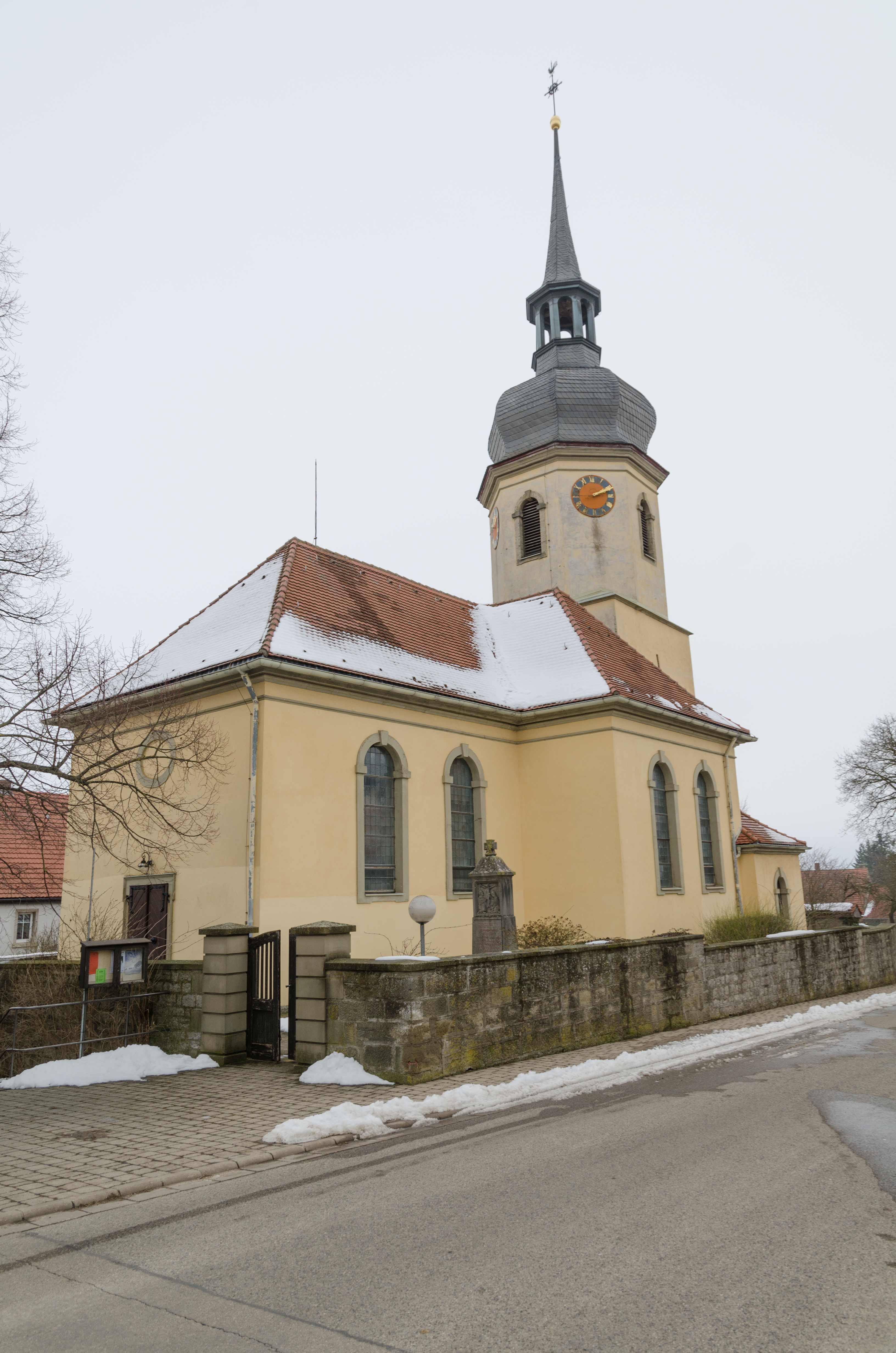
Evangelische Kirche (Herrnberchtheim)

Die evangelische, denkmalgeschützte Pfarrkirche steht in Herrnberchtheim, einem Gemeindeteil des Marktes Ippesheim im Landkreis Neustadt an der Aisch-Bad Windsheim (Mittelfranken, Bayern). Das Bauwerk ist unter der Denkmalnummer D-5-75-134-26 als Baudenkmal in der Bayerischen Denkmalliste eingetragen. Die Kirche gehört zur Pfarrei Herrnberchtheim im Dekanat Uffenheim im Kirchenkreis Ansbach-Würzburg der Evangelisch-Lutherischen Kirche in Bayern.

## Beschreibung
An den romanischen Chorturm wurde 1710 das mit einem Walmdach bedeckte Langhaus nach Westen angebaut. Der Chorturm wurde mit einem achteckigen Geschoss aufgestockt, das die Turmuhr und den Glockenstuhl beherbergt, und mit einer Welschen Haube bedeckt. Durch das Einfügen eines Querschiffes 1910–11 wurde die Saalkirche zur Kreuzkirche erweitert. Dabei wurde der Innenraum vollständig umgestaltet. 
Der Altar aus der Mitte des 17. Jahrhunderts wurde mehrfach überarbeitet und mit modernen Reliefs versehen. Die Deckenmalerei Christi Himmelfahrt hat 1911 Eulogius Böhler geschaffen. Die 1731 von Johann Christoph Wiegleb gebaute Orgel mit acht Registern, einem Manual und  Pedal wurde 1911 durch eine Orgel mit neun Registern, zwei Manualen und Pedal von G. F. Steinmeyer & Co. ersetzt.